# 新月甲尾袋鼠
新月甲尾袋鼠（Onychogalea lunata），又名彎月距尾袋鼠、圓尾兔袋鼠或新月刺尾䶈，是一種生活在澳洲林地及叢林的甲尾沙袋鼠。牠們的毛皮像絲，尾巴上有刺。牠們的大小如野兔，高15吋，是甲尾沙袋鼠中最細小的。當被追捕時，牠們會尋找空心樹來躲藏。牠們會從底部進入空心樹中，往上攀，並逃到樹上。牠們奔跑時會提起及旋轉前臂。
新月甲尾袋鼠於1900年前在西澳州西南部很普遍，但自1908年開始大幅下降。最後的標本是於1927年或1928年在納拉伯平原捉到活的新月甲尾袋鼠。這隻袋鼠被送到悉尼的塔隆加動物園，後來則送到澳洲博物館。牠們一直在乾旱的環境生存至1950年代，並相信約於1956年因赤狐的擴散而滅絕。